# Didymosphenia geminata
Didymosphenia geminata (Syn. Echinella geminata Lyngbye, 1819, Syn. Gomphonema geminatum (Lyngbye) C. Agardh, 1824), englisch didymo, in Neuseeland auch rock snot („Felsenrotz“) genannt, ist eine Diatomeenart, die in warmem, flachen Wasser gedeiht. Bei übermäßiger Ausbreitung kann sie am Grund von Seen und Fließgewässern große Matten bilden. Obwohl von der Art keine Gesundheitsrisiken ausgehen, zerstört sie durch ihr übermäßiges Wachstum das Ökosystem und die Futterquellen der Fische und macht Freizeitaktivitäten unattraktiv. Die invasive Art kann bereits in einem einzigen Wassertropfen in ein Gewässer verschleppt werden.

## Biologie

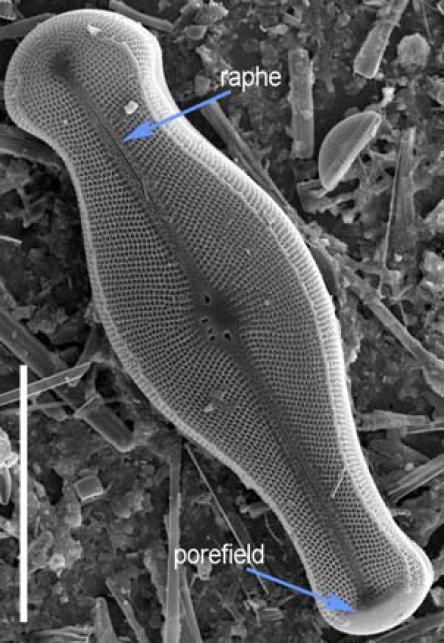
Kieselsäure-Zellwand von D. geminata. Die Skala misst 50 μm.

Didymosphenia geminata ist eine Diatomee, eine einzellige Alge mit einer durch Kieselsäure verstärkten Zellwand. Diatomeen haben vegetative und sexuelle Vermehrungszyklen, wobei die sexuelle Fortpflanzung der Art wenig erforscht ist.
Obwohl die Art nur eine Symmetrieebene besitzt, was für gomphonemoide Diatomeen typisch ist, gehört die Art zu den cymbelloiden Diatomeen, die typischerweise zwei Symmetrieachsen haben. Die Zellen besitzen eine Raphe, die es ihnen erlaubt, sich auf Oberflächen fortzubewegen, und an der Spitze ein Porenfeld, aus dem ein aus Mucopolysacchariden bestehender Stängel abgesondert wird.
Mit Hilfe dieses Stängels kann sich die Alge an Felsen, Pflanzen und anderen Oberflächen unter Wasser halten. Wenn Diatomeen sich vegetativ vermehren, wird auch der Stiel geteilt, so dass sich schließlich eine Masse verzweigter Stiele bildet. Diese schleimigen Stiele führen zu der belästigenden Wirkung der Alge. Die Stängel bestehen vorwiegend aus Polysacchariden und Proteinen und bilden komplexe, mehrschichtige Strukturen, die nur schwer verrotten.

## Verbreitung

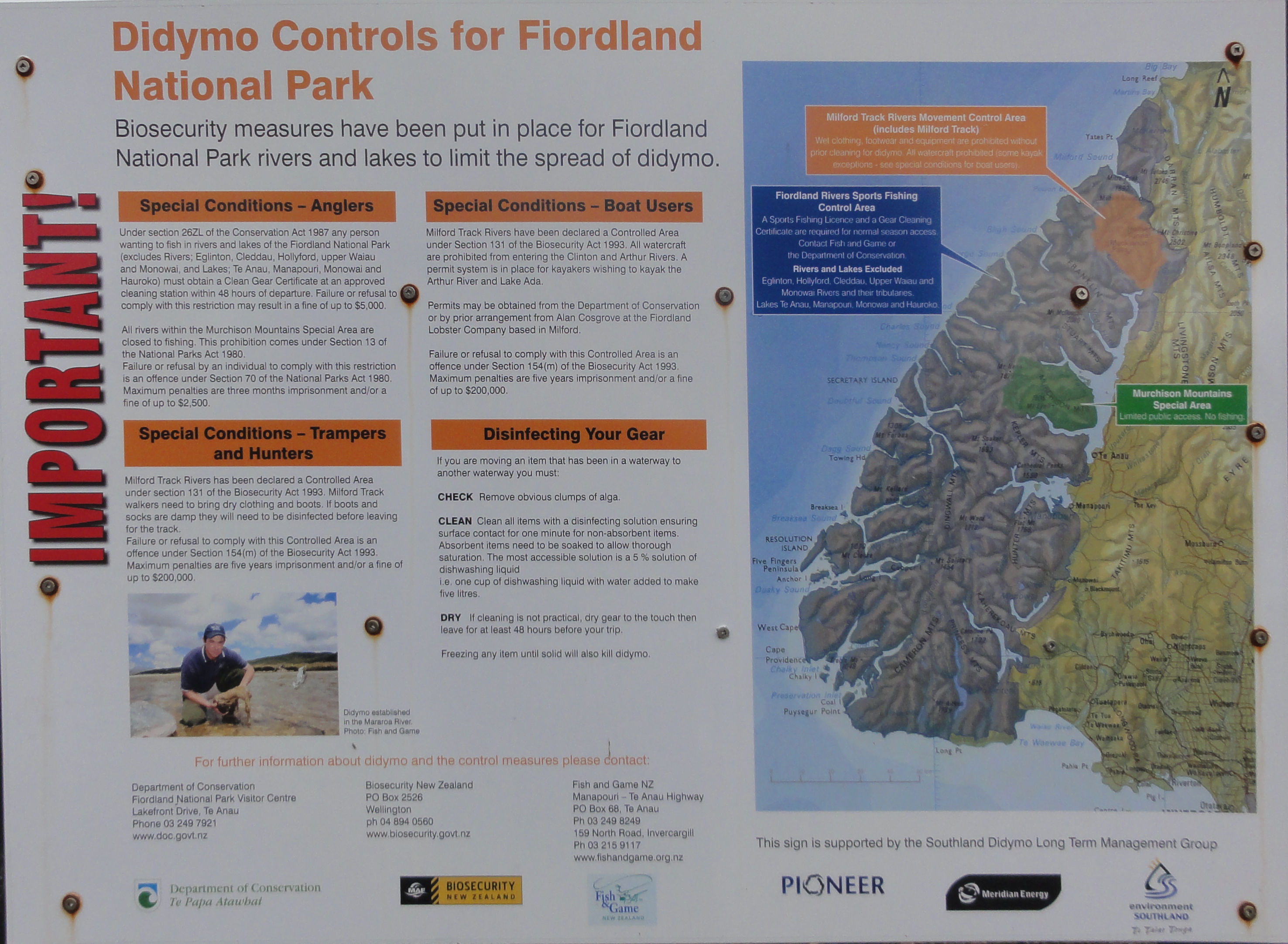
Warnschild mit Handlungsanweisungen gegen die Verbreitung von Didymo in Neuseeland.

Die Art entstammt kühleren Regionen der Nordhalbkugel, einschließlich der Waldgebiete und alpinen Regionen Europas, Asiens und von Teilen Nordamerikas. Vor ihrem erstmaligen Auftreten in Neuseeland war die Art auf der Südhalbkugel unbekannt. Die Art breitet sich in den letzten zwei Jahrzehnten langsam außerhalb ihres ursprünglichen Verbreitungsgebietes aus und führte auch innerhalb der natürlichen Lebensräume zu Massenvermehrungen, wo sie sonst nur in geringer Menge vorkam.

### Neuseeland
2004 wurde D. geminata in Neuseeland entdeckt, erstmals auf der Südhalbkugel. Um eine weitere Ausbreitung zu verhindern, wurden im September 2005 für die gesamte Südinsel Schutzmaßnahmen in Kraft gesetzt. Trotz intensiver Bemühungen, die Öffentlichkeit für das Problem zu sensibilisieren, breitete die Art sich auf weitere Flüsse aus.

### Südamerika
In Chile fand die United States Geological Survey die Art in großen Mengen in Flüssen in der Región de los Lagos nahe Esquel in der argentinischen Provinz Chubut. Die Algenblüte trat im Espolon River und Futaleufú River auf mehr als 56 Kilometer Länge auf. Dieser Fund wurde vom chilenischen Centro de Investigacion en Ecosistemas de la Patagonia (CIEP) am 28. Mai 2010 bestätigt.

### Nordamerika

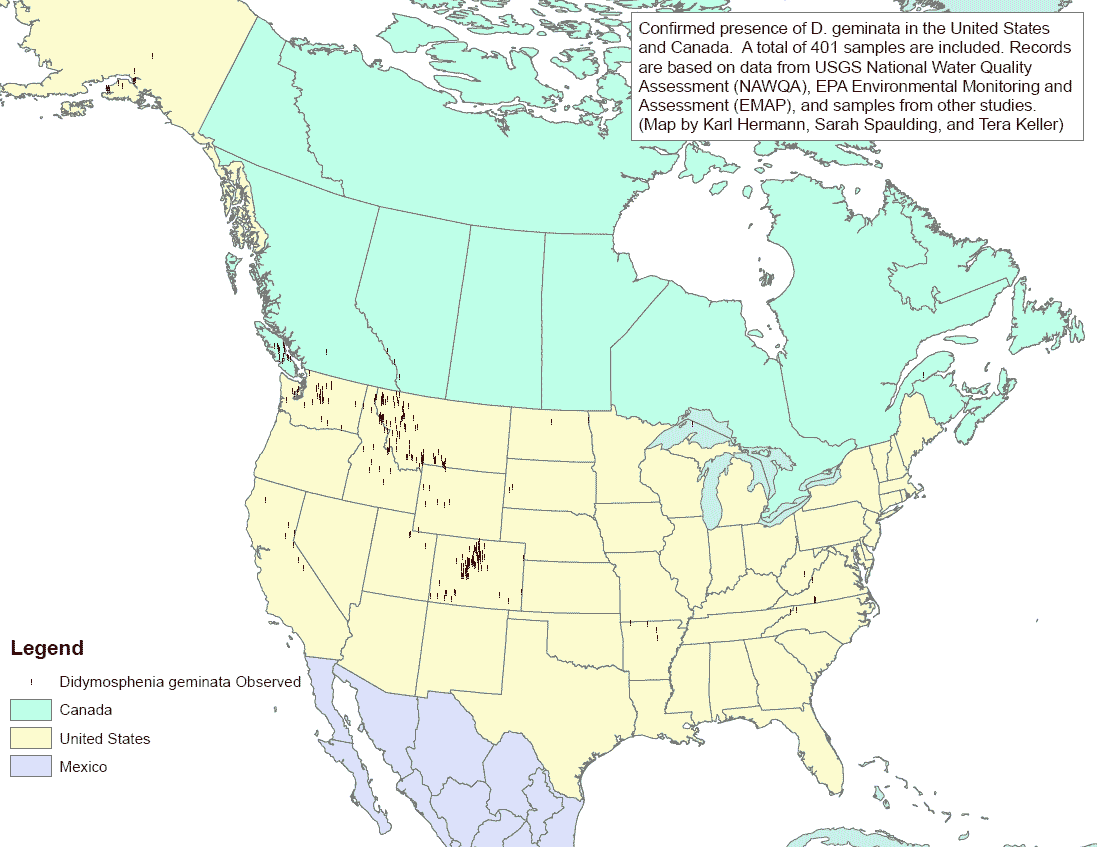
Bestätigte Funde von Didymosphenia geminata in den USA und Kanada. EPA 2007

Didymosphenia geminata wurde erstmals in den späten 1980ern auf Vancouver Island im Bundesstaat British Columbia in störenden Mengen festgestellt. Seitdem kam es sowohl auf der Insel als auch am Festland zu Massenvermehrungen.
Frühe Berichte von Algenblüten in Alberta existieren bereits aus der Mitte der 1990er Jahre, so vom Oberlauf des Bow River im Banff National Park. Das Vorkommen von Alge und Algenblüten wurde seit 2005 in den meisten Flüssen des Beckens des South Saskatchewan River dokumentiert.
Die Art wurde im Rapid Creek in South Dakota mindestens seit 2005 gemeldet und wird für einen bedeutenden Rückgang der Bestände an Bachforellen verantwortlich gemacht. In geringeren Mengen ist die Alge auch in der Umgebung präsent.
Ebenfalls 2005 wurde Didymo in den Abläufen des Norris-, Cherokee-, Wilbur- und South Holston-Dammes gefunden. Dies war der erste Fund in den USA östlich des Mississippi River.
Didymo wurde im Sommer 2006 im Westen des Staates Virginia in Smith River, Jackson River und Pound River gefunden.
Im Juni 2007 wurde die Alge im Connecticut River, nahe Bloomfield in Vermont gefunden, erstmals in den nordöstlichen USA.
Ebenfalls 2007 wurde die Art auch in New Hampshire im Connecticut River nahe Pittsburg festgestellt.
Im August 2007 wurde die Diatomee erstmals im Staat New York in einem Abschnitt des Batten Kill im Washington County nachgewiesen. Sie wurde auch im Esopus Creek in den Catskills gefunden.
Im Mai 2008 wurde die Art im Gunpowder River im Baltimore County, Maryland, nachgewiesen.

## Gegenmaßnahmen
In Neuseeland wird als Gegenmaßnahme empfohlen, dass nach dem Verlassen von Gewässern sichtbare Algenklupmen entfernt und vor Ort zurückgelassen werden, später entdeckte Reste sollen nicht in die Kanalisation gelangen, sondern nach einer der nachfolgenden Methoden behandelt werden: Behandlung über mindestens eine Minute mit 60° heißem Wasser, 2%iger Bleichlauge oder 5%iger Salzlösung, Desinfektionsmittel oder Spülmittel. Ist dies nicht praktikabel, wie bei Tieren, soll für mindestens 48 Stunden Austrocknung gesorgt werden, bevor ein nicht befallenes Gewässer aufgesucht wird.
Neuseeland und die US-Bundesstaaten Alaska und Vermont haben die Verwendung von Schuhen mit Filzsohlen durch Angler verboten. Maryland erwägt dies ebenfalls.